# Flower Boys Next Door
Flower Boys Next Door (hangul: 이웃집 꽃미남; rr: Yiutjib Ggotminam) é uma telenovela sul-coreana baseada no webtoon de Yoo Hyun-sook intitulado "I Steal Peeks At Him Every Day" (hangul: 나는 매일 그를 훔쳐본다). É estrelada por Park Shin-hye e Yoon Shi-yoon.

## História
Go Dok-mi é uma tímida e simples editora autônoma que se recusa a deixar o apartamento e interagir com outras pessoas. Todos os dias, usando um par de binóculos, ela espiona o seu vizinho do outro lado da rua, Han Tae-joon, e isso acaba por se tornar sua rotina matinal. A última vez que saiu do seu apartamento, Go Dok-mi foi a um parque em um dia de outono e acaba se apaixonando por Tae-joon à primeira vista. Quando ela descobriu que ele vivia no apartamento em frente ao dela, começou a pensar que aquilo fazia parte do destino.

## Elenco
- Park Shin-hye como Go Dok-mi[9]
- Yoon Shi-yoon como Enrique Geum[10]
- Kim Ji-hoon como Oh Jin-rak
- Go Kyung-pyo como Oh Dong-hoon
- Park Soo-jin como Cha Do-hwi
- Kim Yoon-hye como Yoon Seo-young[11]
- Kim Jung-san como Han Tae-joon
- Mizuta Kouki como Watanabe Ryu
- Kim Seul-gie como Kim Seul-gi
- Lee Jong-hyuk como adivinho (ep 1)
- Park Se-young como novo artista (ep 16)[12]

## Trilha sonora
1. Flower Boys Next Door - 이크거북
2. Ready-Merry-Go! - Romantic Punch
3. Talkin' Bout Love - J Rabbit
4. I Wish It Was You - Lee Jung
5. Pitch Black -	Park Shin-hye
6. I Want to Date You - Yoon Shi-yoon
7. Memories of That Day - 이크거북
8. I Wake Up Because of You - Kim Seul-gie com Go Kyung-pyo
9. Look at Me - Son Hoyoung
10. Pitch Black (Acoustic ver.) - Park Shin-hye
11. I Wish It Was You (Inst.)
12. Talkin' Bout Love (Inst.)
13. I Want to Date You (Inst.)
14. I Wake Up Because of You (Inst.)
15. Ready-Merry-Go! (Inst.)
16. About Her (That Woman's Story Theme) - 이크거북